# Expedición científica francesa al Cabo de Hornos (1882-1883)

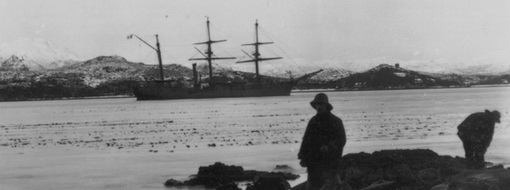
La Romanche en la Bahía Orange durante la misión científica francesa al Cabo de Hornos (1882-1883).

La Expedición científica francesa al Cabo de Hornos (1882-1883) fue una expedición científica  efectuada por Francia de acuerdo al programa del Primer Año Polar Internacional. La estación de observación se estableció en bahía Orange, en Chile, en la zona del cabo de Hornos. La marina francesa asignó el transporte La Romanche bajo el mando del capitán de fragata Louis-Ferdinand Martial para trasladar y apoyar a los miembros de la misión y sus equipos.
Como la estación de observación de la expedición estaba en una inmejorable ubicación para la observación del paso de Venus ante el disco solar, que debía verificarse el 6 de diciembre de 1882, la expedición fue provista de los instrumentos necesarios para la observación de este fenómeno.
La expedición comenzó el 17 de julio de 1882 con la partida de La Romanche desde el puerto de Cherburgo, finalizando el 11 de noviembre de 1883 en que fondeó de regreso en el mismo puerto.

## Antecedentes
Karl Weyprecht, oficial de marina y explorador polar alemán, en 1875, a su regreso de un segundo viaje de exploración al Ártico, presentó al mundo científico un plan para que los países investigaran en conjunto las regiones polares. Para ello los gobiernos interesados establecerían estaciones en las cuales, en forma simultánea, se efectuarían observaciones según un plan previamente coordinado y con instrumentos idénticos e instrucciones comunes. 
La proposición de Weyprecht fue aceptada y fue así como el Congreso Internacional de Meteorología en 1879 decidió organizar un Año Polar Internacional en 1881. Once países participaron, estableciendo doce estaciones en el Ártico y dos más  en el Antártico.  De estas últimas, una fue asignada a Alemania, que levantó su estación en las islas Georgias del Sur, y la otra, a Francia, que la levantó en bahía Orange, isla Hoste, sector del cabo de Hornos. 
La marina francesa asignó el transporte La Romanche para la misión y al arsenal de Cherburgo para su alistamiento. El trabajo de La Romanche se dividió en dos partes: una responsable de las observaciones prescritas por los congresos internacionales y la otra responsable de la exploración y reconocimiento hidrográfico de la región.

## La Romanche
La Romanche era un aviso-transporte de 63,8 metros de eslora, 10,5 metros de manga, 4,35 metros de calado a proa y 5,25 metros de calado a popa. Desplazaba 1.700 toneladas, con 4 cañones de 140 milímetros. Tenía una máquina de 140 caballos de fuerza. Aparejo de barca de 3 palos. Desarrollaba 10 nudos. En carboneras tenía 200 toneladas que le permitían una distancia franqueable de 4.000 millas a velocidad máxima. Dotación de 120 hombres.
En Cherburgo se le hicieron varias alteraciones: se le instaló una caldera auxiliar para calefacción, se le colocaron estufas de hierro para combatir la humedad, se desmontaron dos cañones con lo que se incrementó su capacidad de carboneras y pañoles. Se le dotó de una lancha a vapor y de una chalupa. Se aumentó la tripulación a 140 hombres. Se embarcaron 5 casas de madera desarmadas para ser armadas posteriormente en el lugar de instalación de la estación terrestre.
Se nombró comandante del buque al capitán de fragata Louis-Ferdinand Martial, segundo comandante al teniente de navío Jean-Louis Doze, y los tenientes de Lajarte y R. de Carfort, el alférez de navío De la Monneraye, el cirujano 2° Hahn y el contador Feart completaron la dotación de oficiales.

## Itinerario de la expedición
La Romanche zarpó de Cherburgo el 17 de julio de 1882, recaló en Santa Cruz de Tenerife y luego en Montevideo. El 29 de agosto continuó rumbo a bahía Orange, lugar escogido para instalar la misión terrestre por ser el mejor fondeadero del área. Recaló en la bahía el 6 de septiembre del mismo año. 
La nave permaneció en bahía Orange mientras se armaban las casas en tierra, aprovechando el tiempo para levantar la bahía y entrar en contacto con los indígenas yaganes los que les causaron una penosa impresión. Esta etapa duró siete semanas, hasta el 28 de octubre.  
Terminada la construcción e instalación de la estación terrestre, desde el 28 de octubre de 1882 hasta el 3 de septiembre de 1883, La Romanche efectuó siete viajes a Punta Arenas para abastecerse incluido un viaje a las islas Malvinas y a diversos otros lugares para efectuar su reconocimiento y levantamiento hidrográfico.
El 3 de septiembre de 1883 dio por terminado el trabajo en la estación terrestre, embarcó al personal que la cubría y zarpó a Punta Arenas para luego continuar a su puerto base, Cherburgo, donde arribaron el 11 de noviembre de 1883. Durante la navegación de regreso, el 11 de octubre de 1883 descubrieron una fosa oceánica en el Atlántico ecuatorial, la que bautizaron como fosa Romanche.

## Trabajo realizado
La expedición resumió su trabajo en una obra monumental titulada «Mission Scientifique du Cap Horn 1882-1883», compuesta de siete tomos. La publicación de la obra fue llevada a cabo por Paul Hyades, ya que el comandante Martial falleció prematuramente el 10 de septiembre de 1885 lo que demoró el trabajo.
- 1.- Informes preliminares. Escrito por L.F. Martial. Contiene los nombres del personal que integró la comisión, las instrucciones del presidente de la acedemia y un informe resumido de las observaciones astronómicas, del magnetismo terrestre, observaciones meteorológicas, historia natural, mareas, clima, electricidad atmosférica y resumen del trabajo hidrográfico realizado. 79 páginas (1.ª ed., 1884).
- 2.- Tomo I. Historia del viaje. Escrito por L.F. Martial. Detallado informe del trabajo realizado por La Romanche, desde su zarpe hasta el regreso a Cherburgo. Las exploraciones efectuadas. Trabajo etnográfico con los yaganes, consideraciones sobre la misión evangélica inglesa de Ushuaia, hidrografía y observaciones meteorológicas. 487 páginas más 3 mapas y 9 láminas con fotografías (1.ª ed., 1888).
- 3.- Tomo II. Meteorología. Escrito por J. Pephey. 486 páginas más 12 láminas (1.ª ed., 1885).
- 4.- Tomo III. Magnetismo terrestre. Investigación sobre la constitución química de la atmósfera. Escrito por F.O. Le Cannellier, A.Müntz  y E. Aubin. 443 páginas más 11 láminas (1.ª ed., 1886).
- 5.- Tomo IV. Geología. Escrito por el doctor Hyades. 249 páginas más 20 láminas más 10 láminas con imágenesmicroscópicas de composiciones (1.ª ed., 1887).
- 6.- Tomo V. Botánica. Escrito por P. Hariot, P. Petit, J. Muller D´Argovie, E. Bescherelle, C. Massalongo y A. Franchet. 400 páginas más 33 láminas (1.ª ed., 1889).
- 7.- Tomo VI. 1.ª Parte. Zoología - Mamíferos. Escrito por A. Milne-Edwards. 32 páginas más 8 láminas (1.ª ed., 1891).
- 8.- Tomo VI. 1.ª Parte. Zoología - Peces. Escrito por Léon Vaillant. 35 páginas más 4 láminas (1.ª ed., 1888).
- 9.- Tomo VI. 1.ª Parte. Zoología - Anatomía comparada. Escrito por Paul Gervais. 58 páginas más 4 láminas. Primera edición 1890.
- 10.- Tomo VI. 2.ª Parte. Zoología. Insectos. Escrito por L.Fairmaire – M. Signoret – J. Mabille – J.M. F. Bigot. 159 páginas más 10 láminas (1.ª ed., 1888).
- 11.- Tomo VI. 2.ª Parte. Zoología. Arácnidos. Escrito por E. Simon. 42 páginas más 2 láminas (1.ª ed., 1887).
- 12.- Tomo VI. 2.ª Parte. Zoología. Crustáceos. Escrito por A. Milne Edwards. 76 páginas más 9 láminas (1.ª ed., 1891).
- 13.- Tomo VI. 2.ª Parte. Zoología. Moluscos. Escrito por A.T De Rochebrune y J. Mabille. 143 páginas más 9 láminas (1.ª ed., 1889).
- 14.- Tomo VI. 3.ªParte. Zoología. Priapúlidos. Escrito por Jules de Guerre. 20 páginas más 2 láminas.
- 15.- Tomo VI. 3.ª Parte. Zoología. Briozoos. Escrito por J. Jullien. 92 páginas más 15 láminas (1.ª ed., 1888).
- 16.- Tomo VI. 3.ª Parte. Zoología. Equinodermos. Escrito por E. Perrier. 198 páginas más 13 láminas (1.ª ed., 1891).
- 17.- Tomo VI. 3.ª Parte. Zoología. Protozoos. Escrito por A. Certes. 62 páginas más 6 láminas (1.ª ed., 1889).